# 北川恵一
北川 恵一（きたがわ けいいち、1938年1月19日 - ）は、東京市（現：東京都）出身の俳優。

## 人物
東映の俳優として1950年代後半から1970年代前半にかけ活動。
多くのヤクザ映画・テレビドラマに出演した。

## 出演作品

### 映画
※すべて東映配給作品
- 台風息子（1958年3月11日） - 男生徒
- 恋愛自由型（1958年4月30日） - 内山一彦
- おこんの初恋 花嫁七変化（1958年7月6日） - 銀太郎
- 裸の太陽（1958年10月1日） - 戸田
- 娘の中の娘（1958年12月9日） - 佃五郎
- 東京べらんめえ娘（1959年3月17日） - 三平
- 母子草（1959年4月22日） - 加藤一郎
- 白い通り魔（1959年5月5日） - 高村不二夫
- 空は晴れたり（1959年6月23日） - 水田健二
- べらんめえ探偵娘（1959年9月23日） - 昇一
- べらんめえ芸者（1959年12月6日） - 桑原
- 続べらんめえ芸者（1960年3月1日） - 信ちゃん
- 男の挑戦（1960年3月15日） - 久保取締官
- 第三の疑惑（1960年5月24日） - 鈴木
- おれたちの真昼（1960年5月31日） - 一郎
- 少年漂流記（1960年7月26日） - 星野
  - 続少年漂流記（1960年8月16日）
- 風流深川唄（1960年9月13日） - 光一
- 不良少女（1960年10月23日） - タツ
- 大いなる驀進（1960年11月8日） - 駆け落ちの男
- 不敵なる脱出（1961年2月22日） - サブ
- 若い涙を吹きとばせ（1961年3月7日） - 鈴木明
- 俺らは空の暴れん坊（1961年3月8日） - 隊員
- 大学武勇伝（1961年3月15日） - 愚連隊
- アマゾン無宿　世紀の大魔王（1961年4月21日） - チンピラ
- ネオンの海の暴れん坊（1961年5月11日） - すし屋
- 魚河岸の女石松（1961年5月31日） - サブ
- 特ダネ三十時間 東京租界の女（1961年6月21日） - 山中
- 静かなるならず者（1961年8月26日） - たけし
- 黄色い風土（1961年9月23日） - 岩淵安男
- 次郎長社長と石松社員 威風堂々（1962年1月9日） - 戸田
- 新婚シリーズ 月給日は嫌い（1962年1月23日） - 新井茂夫
- 最初が肝心（1962年2月7日） - 新井茂夫
- 二・二六事件 脱出（1962年3月14日） - 高橋中尉
- 暴力街（1963年3月9日） - サブ
- やくざの歌（1963年9月8日） - チンピラ
- 昭和侠客伝（1963年10月5日） - 宏
- 続・王将（1963年12月1日） - 天野
- 悪女（1964年7月11日） - 影山ロウ
- 竜虎一代（1964年9月23日） - 金八
- にっぽん泥棒物語（1965年5月1日） - 大庭
- 暗黒街仁義（1965年6月13日） - 田所の秘書
- ギャング頂上作戦（1965年12月18日） - ボーイ
- 地獄の野良犬（1966年6月4日） - モンキーの秀
- 大陸流れ者（1966年6月19日） - 富本正平
- 昭和残侠伝シリーズ
  - 昭和残侠伝 一匹狼（1966年7月9日） - 鮫平
  - 昭和残侠伝 血染の唐獅子（1967年7月8日） - 銭亀 ※ノンクレジット
  - 昭和残侠伝 破れ傘（1972年12月30日） - 猫為
- 可愛いくて凄い女（1966年9月17日） - 宝石店の店員
- 侠客三国志 佐渡ケ島の決斗（1966年10月1日） - 羽賀専造
- 地獄の掟に明日はない（1966年10月30日） - 吉田
- 黄金バット（1966年12月21日） - ジャッカル
- 花札渡世（1967年3月10日） - 高安正夫
- 解散式（1967年4月1日） - 板垣の秘書
- 続 浪曲子守唄（1967年4月1日） - 根岸の子分
- 喜劇急行列車（1967年6月3日） - 若い妊婦の夫
- 渡世人（1967年7月30日） - 正夫
  - 続・渡世人（1967年11月23日） - 仙八
- ギャングの帝王（1967年8月26日） - 通訳
- 出世子守唄（1967年10月21日） - 富高の子分
- 河内遊侠伝（1967年12月1日）
- 博徒シリーズ
  - 博徒解散式（1968年2月9日） - 吉川
  - 博徒外人部隊（1971年1月12日） - 次郎の舎弟
- 代貸（1968年4月19日） - 堀
- 密告（たれこみ）（1968年5月14日） - 山荘の男
- 盛り場ブルース（1968年8月1日） - 間瀬
- 裏切りの暗黒街（1968年8月14日） - 井村
- 人生劇場 飛車角と吉良常（1968年10月25日） - 六
- 現代やくざシリーズ
  - 現代やくざ 与太者の掟（1969年2月1日） - 山形
  - 現代やくざ 盃返します（1971年4月3日） - 弟分
- 超高層のあけぼの（1969年5月14日） - トビの柿本
- 日本侠客伝 花と龍（1969年5月31日）
- 日本暴力団シリーズ
  - 日本暴力団 組長（1969年7月8日） - 浜中組組員
  - 日本暴力団 組長と刺客（1969年11月20日） - 嶺岸三郎
  - 日本暴力団 組長くずれ（1970年6月20日） - 刑事
- 不良番長
  - 不良番長 どぶ鼠作戦（1969年10月15日） - 春男
  - 不良番長 王手飛車（1970年1月9日） - 小島
  - 不良番長 一攫千金（1970年4月18日） - 安田
  - 不良番長 口から出まかせ（1970年12月30日） - 松永
- 網走番外地シリーズ
  - 新網走番外地 さいはての流れ者（1969年12月27日） - 相馬
  - 新網走番外地 吹雪の大脱走（1971年12月29日） - 工藤グループ
  - 新網走番外地 嵐呼ぶダンプ仁義（1972年8月12日） - 手嶋
- 血染の代紋（1970年1月31日） - 小崎
- 新兄弟仁義（1970年4月10日） - 小田切
- 尼寺博徒（1971年9月7日） - 遊び人
- 最後の特攻隊（1970年10月29日）
- 暴力団再武装（1971年5月8日） - 高井
- 狼やくざ 殺しは俺がやる（1972年1月11日） - 草間
- 夜のならず者（1972年3月4日） - 部長
- 銀蝶渡り鳥（1972年4月1日） - 宮本
- ギャング対ギャング 赤と黒のブルース（1972年4月14日） - 愚連隊
- 博奕打ち外伝（1972年7月30日） - 嘉助
- 夜の女狩り（1972年7月30日） - 人事課長
- 麻薬売春Gメン（1972年9月6日） - 棚橋
  - 麻薬売春Gメン 恐怖の肉地獄（1972年12月16日） - 山田
- 昭和極道史（1972年10月12日） - 五郎
- 銀蝶流れ者 牝猫博奕（1972年10月25日） - 矢沢
- 狼やくざ 葬いは俺が出す（1972年11月17日） - 荒木田正男
- 実録安藤組シリーズ
  - やくざと抗争 実録安藤組（1973年3月3日） - 西原
  - 実録安藤組 襲撃篇（1973年12月1日） - 田所
- ネオンくらげ（1973年6月20日） - 喫茶店の支配人
- 実録 私設銀座警察（1973年7月4日） - 春日昭造
- 前科おんな 殺し節（1973年10月27日） - 矢吹
- 海軍横須賀刑務所（1973年11月17日） - 松井

### テレビドラマ
※『第7の男』以外東映製作
- 捜査本部（NET）
  - 第1シリーズ（1959年）
  - 第2シリーズ（1961年）
- 七色仮面（1959年、NET）
- 特別機動捜査隊（NET）
  - 第12話「死の暴走」（1962年）
  - 第26話「アリバイ無き男たち」（1962年）
  - 第75話「停年」（1963年）
- 第7の男 第13話「バラの柩に香水を」（1965年、CX / 東北新社）
- スパイキャッチャーJ3 第23話「SOS危機一髪 前編」・第24話「SOS危機一髪 後編」（1966年、NET）
- 悪魔くん（NET）
  - 第6話「首人形」（1966年） - オートバイの青年
  - 第12話「狼人間」（1966年） - 記者
  - 第18話「怪奇雪女」（1967年） - 観測所員
- タケダアワー / キャプテンウルトラ 第6話「怪兵器ゲバードあらわる」（1967年、TBS） - ドクター
- 忍者ハットリくん+忍者怪獣ジッポウ 第21話「妖術との対決でござる」（1967年、NET） - ヤバイ
- ローンウルフ 一匹狼 第20話「甘い落し穴」（1968年、NTV）
- キイハンター（1968年、TBS）
  - 第24話「私たち人殺しなの」
  - 第36話「金庫に消えた女」
- トヨタサスペンス劇場 / ゴールドアイ 第3話「暗殺者は女を狙う」（1970年、NTV）
- 新書太閤記（1973年、NET） - 織田信行
- 新選組 第7話「祇園小路の人質」（1973年、CX） - 柴崎小十郎